# Naakte lantaarnhaai
De naakte lantaarnhaai (Centroscyllium kamoharai) is een vis uit de familie Etmopteridae (volgens oudere inzichten de familie Dalatiidae) en behoort in elk geval tot de orde van doornhaaiachtigen (Squaliformes). De vis kan een lengte bereiken van 60 centimeter.

## Leefomgeving
De naakte lantaarnhaai is een zoutwatervis. De vis prefereert diep water en leeft hoofdzakelijk in de Grote Oceaan op dieptes tussen 730 en 1200 meter.

## Relatie tot de mens
De naakte lantaarnhaai is voor de visserij van geen belang. In de hengelsport wordt er weinig op de vis gejaagd.